# In the Wake of the Bounty
In the Wake of the Bounty è un film del 1933 diretto da Charles Chauvel.
Il regista australiano debutta nel cinema sonoro con una pellicola sull'ammutinamento del Bounty avvenuto nel 1789 nell'Oceano Pacifico. Il film ha visto il debutto sullo schermo di Errol Flynn, nel ruolo di Fletcher Christian ed ha preceduto di due anni il più famoso La tragedia del Bounty prodotto da Metro-Goldwyn-Mayer, con Charles Laughton, Clark Gable e Franchot Tone.

## Trama
Il film di Chauvel usa scene introduttive recitate che mostrano l'ammutinamento, seguito da un filmato documentario in stile antropologico, dei discendenti degli ammutinati sull'isola di Pitcairn. Questo è stato il primo sonoro di Chauvel e chiaramente in questa fase non aveva ancora molta dimestichezza nel dirigere gli attori: il dialogo risulta rigido e amatoriale. L'uso di lunghe sezioni di filmati documentari con una voce fuori campo, combinata con scene recitate, è simile alle immagini ibride e parlanti che sono state prodotte durante la transizione al suono. Rappresenta anche la combinazione di interessi del regista che torna al documentario verso la fine della sua carriera con la serie televisiva della BBC Walkabout.
Nonostante il dialogo mal scritto, le sezioni documentarie mantengono la loro qualità. Il film, mescolando le rievocazioni con il documentario, si concentrava non tanto sull'ammutinamento stesso quanto sulle sue conseguenze.